# Distretto di Nanchuan
Il distretto di Nanchuan (cinese semplificato: 南川区; mandarino pinyin: Nánchuān Qū) è un distretto di Chongqing. Ha una superficie di 2.602 km² e una popolazione di 650.000 abitanti al 2006.